# Елизарова гора
Елизарова гора́ — гора в Свердловской области, на западе Нижнего Тагила. Расположена на берегу Выйского пруда, у «Высокогорского механического завода». Ранее была сосновым бором, потом на ней был Елизаровский рудник. На вершине горы расползалось кладбище, там была могила старца Елизара, почитаемого у старообрядцев. В его честь была названа гора. Сейчас территория вокруг горы застроена жилыми домами жилого района ВМЗ, рядом с ней проходит улица Нижняя Черепанова.